# Anders Hultgren

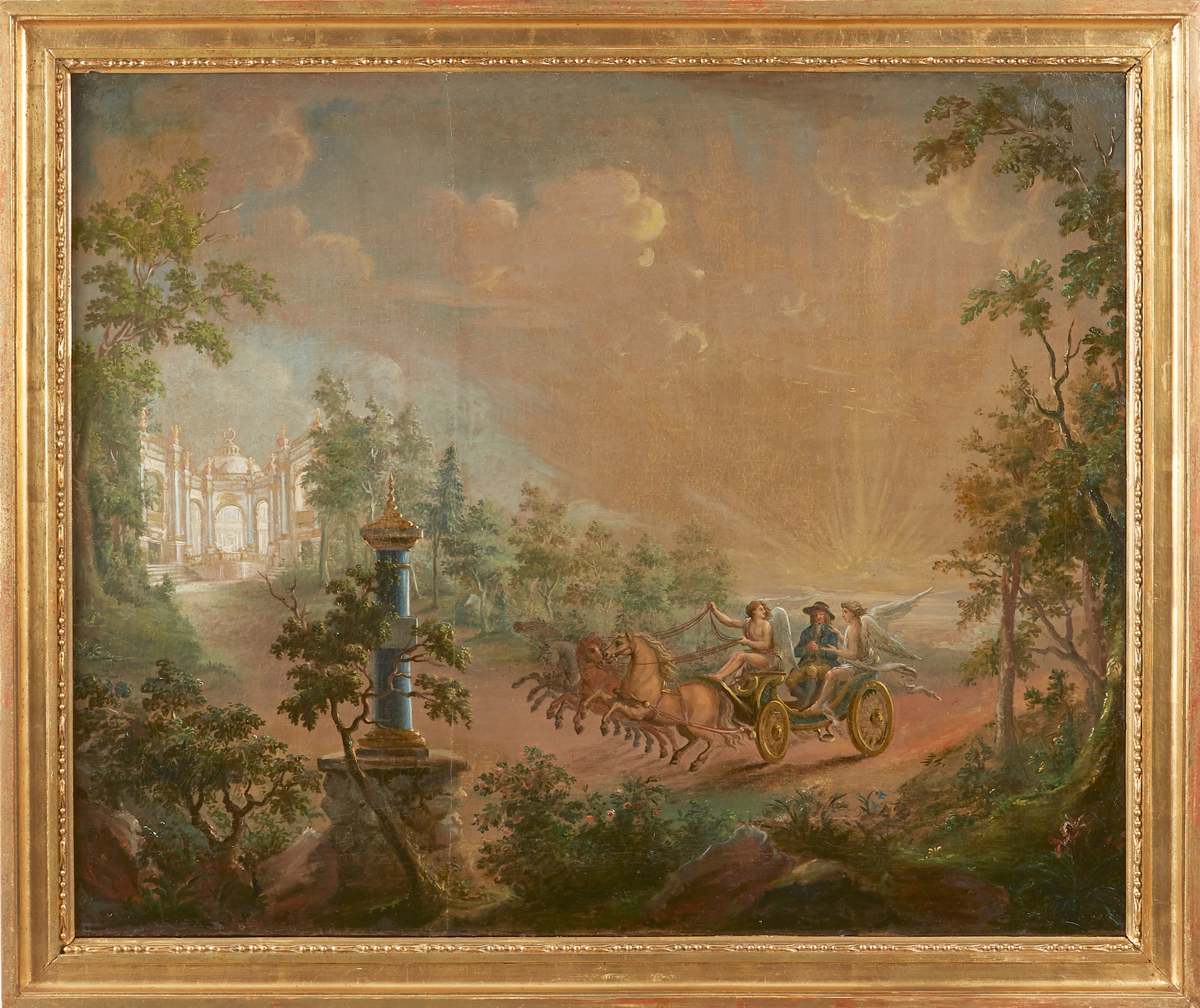
Anders Hultgren, Änglar i fyrspann på väg mot pärleporten, oljemålning.

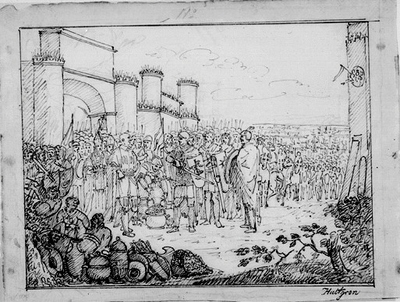
Ragnar Lodbrok brandskattar Paris av Anders Hultgren. Frihandsteckning med blyerts, penna och bläck, på papper. Nationalmuseum.

Anders Hultgren, född 4 november 1763 i Arboga, död 6 april 1838 i Stockholm, var en svensk konstnär och grafiker.
Han var son till skomakarmästaren Anders Hultgren och Margareta Hammarlind. Hultgren arbetade från omkring 1780 som dekorationsmålare i Stockholm, där han var inskriven som styckmästare (dekorativ tavelmålare) från 1789 i Stockholms målarämbete. 1783-1787 och tilldelades under studieåren ett flertal belöningar. 1783-1791 studerade han vid Konstakademien, där han ansågs vara en av de stora begåvningarna. Hans stora tid kom i 1800-talets början. För prins Fredrik Adolf, Gustav III:s bror, utförde Hultgren 1802 i Tullgarns slott en rad dekorativa arbeten i sengustaviansk stil. I likhet med sin vän Fredrik Westin uppvaktade han på 1810-talet den nyvalde kronprins Karl Johan med allegoriska kompositioner i nyantik stil. 1783-1787 och tilldelades under studieåren ett flertal belöningar. Anders Hultgren ägnade sig åt dekorationsmåleri (rumsdekorering) och han sysselsattes av den kungliga familjen på Stockholms slott, Tullgarns slott och Rosersbergs slott. I början av 1800-talet uppvaktade han kronprins Karl Johan med allegoriska kompositioner i en nyantik stil. Detta ledde till att hans konst blev uppmärksammad. Han utnämndes omkring 1820 till kunglig hovmålare och agré vid Konstakademien. Originalen av några av hans tavlor, till exempel Ragnar Lodbrok brandskattar Paris, som han etsade, förvarades i kungliga slottets magasin innan de kom till Nationalmuseum.

## Dekorationer i Rosendals slott
På Rosendals slott utförde han för Karl XIV Johan den 5 alnar långa kompositionen Ragnar Lodbrok brandskattar Paris, men målningen förstördes vid en brand 1819.

## Dekorationer i Tullgarns slott

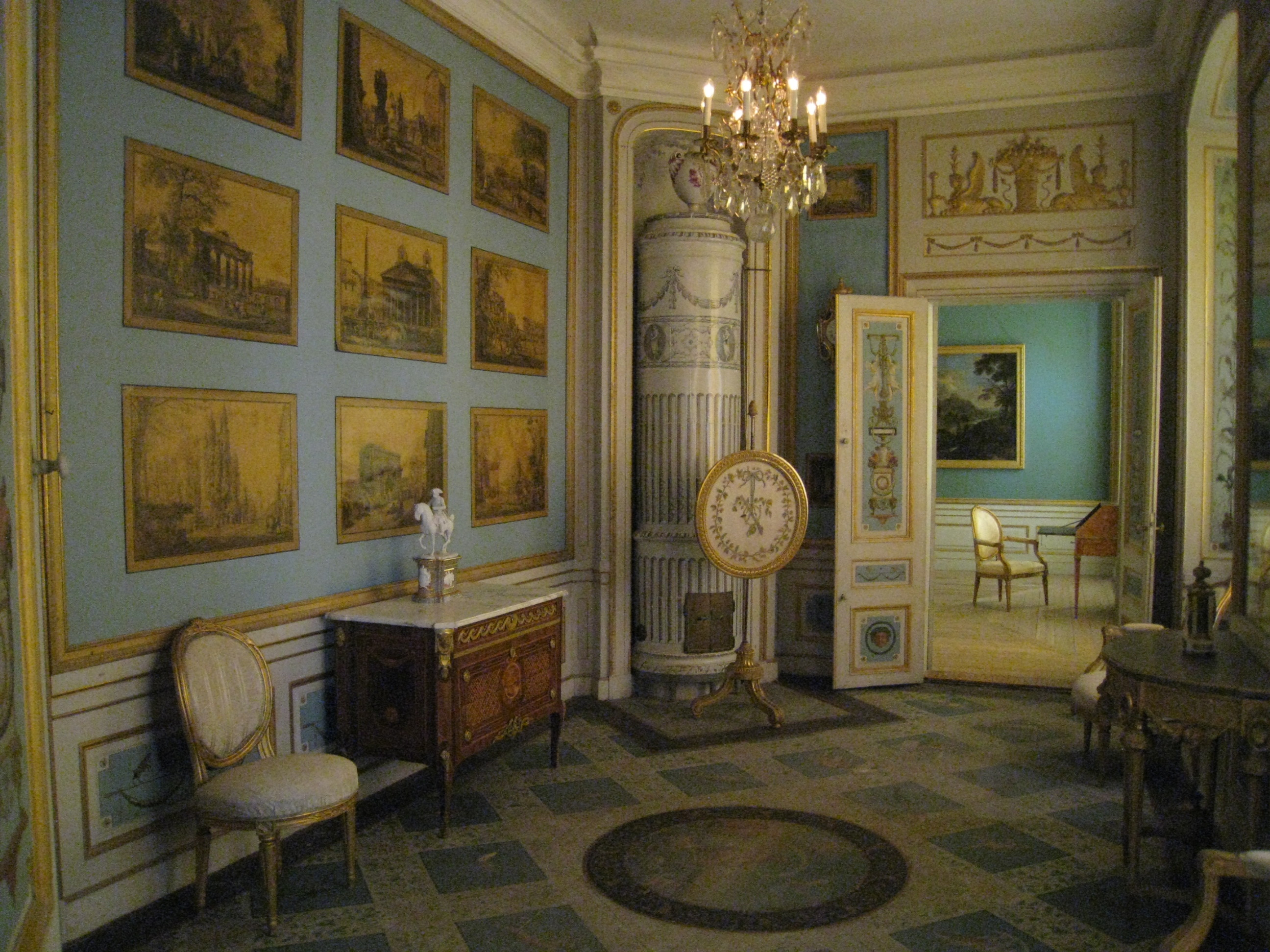
Det Blå kabinettet på Tullgarns slott inreddes år 1800 av Anders Hultgren.

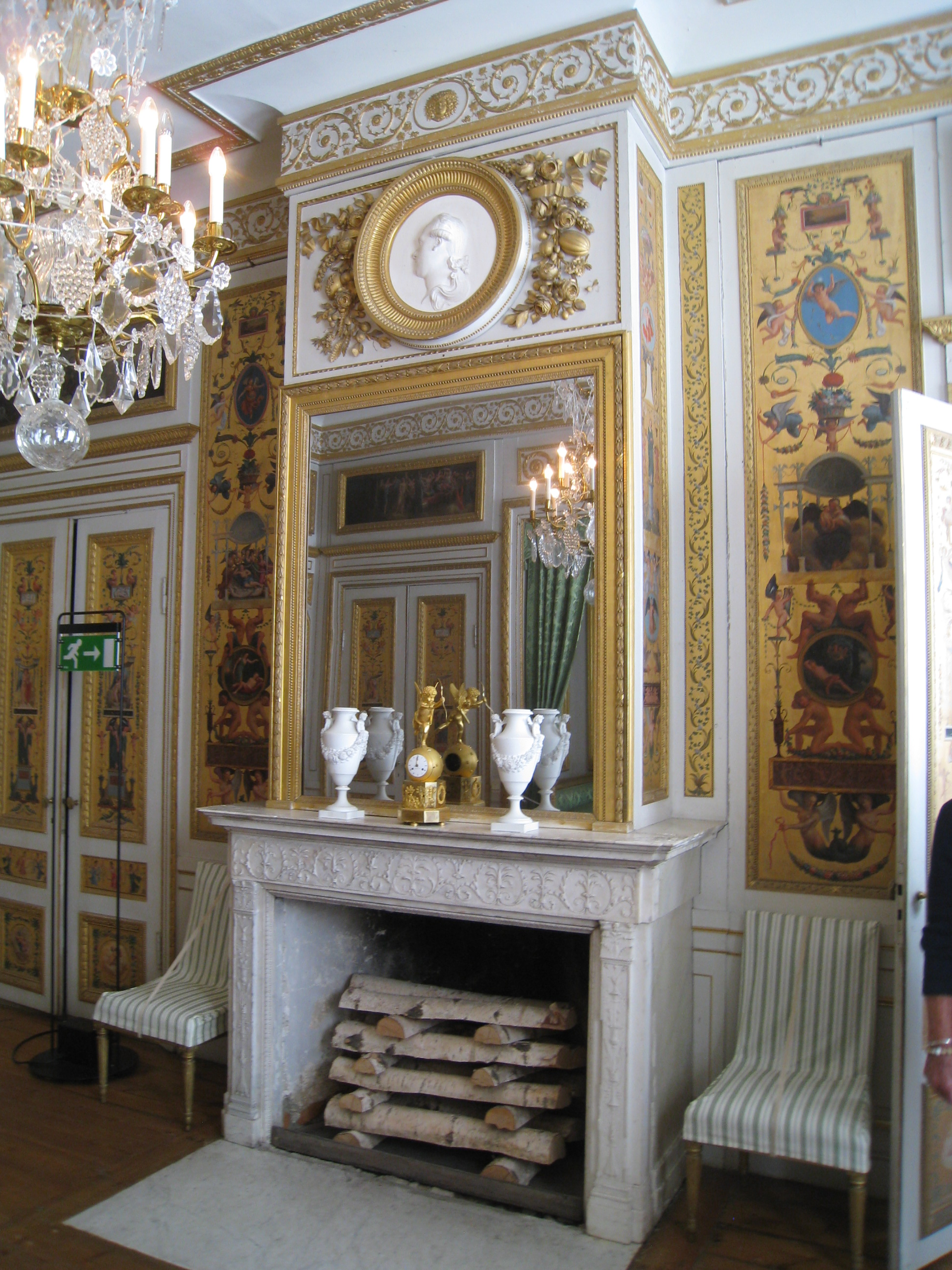
Hertigen Fredrik Adolf av Östergötlands sängkammare på Tullgarns slott nyinreddes omkring 1800 av Anders Hultgren (1763-1838). Han målade väggarna med färgrika arabesker mot guldgrund. Motiven är från Amor och Psyche-sagan samt diverse natt- och sömnsymboler. Över spegeln sitter Sergels porträttmedaljong av hertigen.

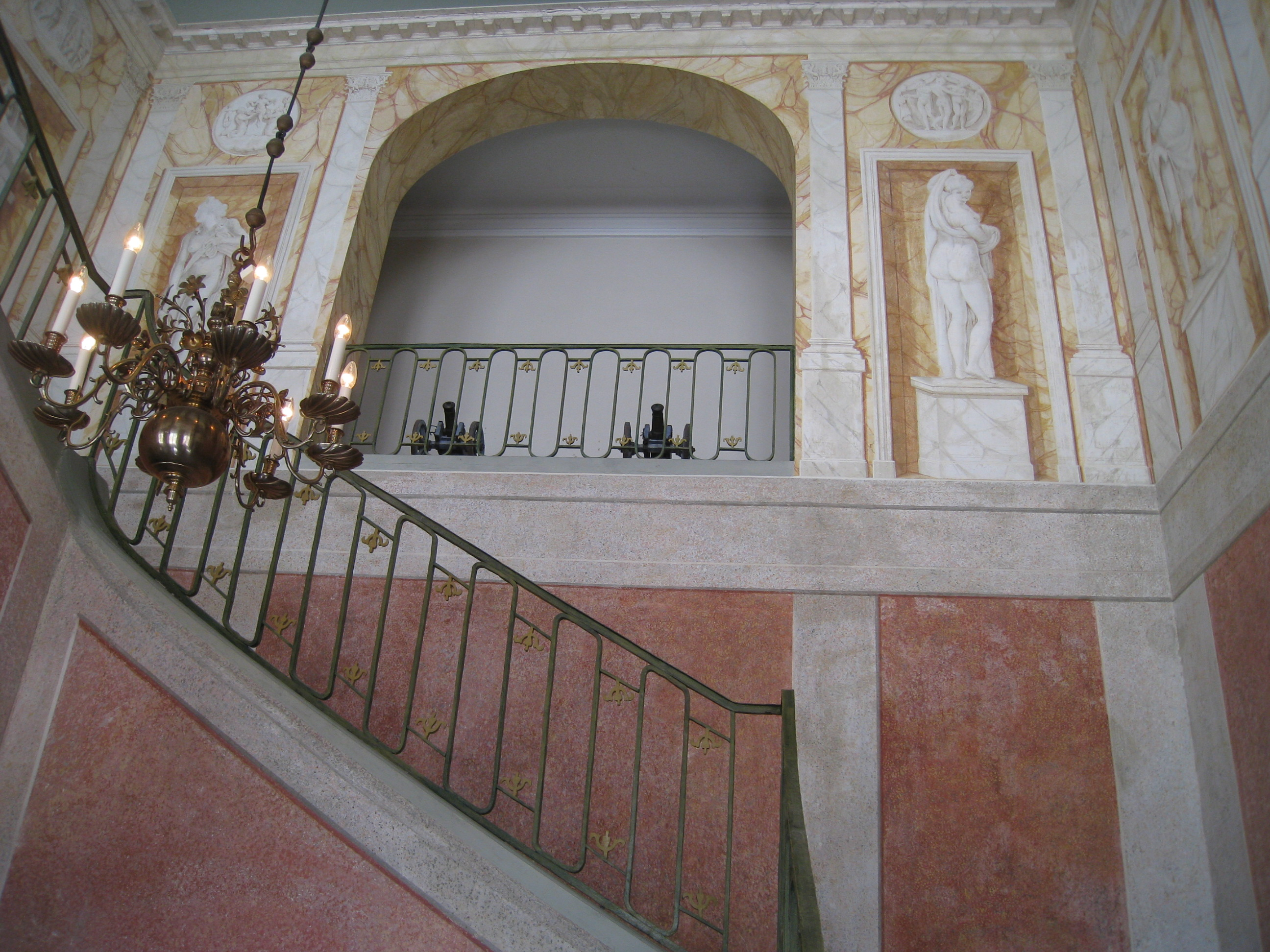
Trapphuset mellan första och andra våningen på Tullgarns slott dekorerades på 1790-talet med målningar av Anders Hultgren.

I Tullgarns slott, hertig Fredrik Adolfs slott, utförde Hultgren dekorativa arbeten i hertigens stora sängkammare. Det Blå kabinettet på Tullgarns slott inreddes 1800 av Anders Hultgren. För Tullgarns slott utförde han 1802 en rad dekorativa arbeten i sengustaviansk stil och en serie historiescener ur äldre svensk historia. Det blå kabinettet inreddes år 1800 av  Anders Hultgren och där prins Fredrik Adolf, bror till Gustav III, klistrat upp bilder på väggarna med gravyrer med romerska motiv av Giovanni Volpato och Abraham Ducros. Golvet är målat på väv. Byrån är signerad Georg Haupt 1780. På byrån står en ryttarstatyett av Fredrik den stor (Fredrik Adolfs morbror). Fönstersmygarnas dekor med svenska fåglar är utförd efter förebilder av Rafaels Loggior i Vatikanen. Rafaels loggia i Vatikanen är känd därför att han smyckade den med fresker omkring år 1519. Eldskärmen i blå kabinettet är broderad av prinsessan Sofia Albertina.
I Tullgarns slott målade Anders Hultgren väggarna med färgrika arabesker mot guldgrund i hertigens sängkammare (lilla sängkammaren). Hertigens sängkammare, som inreddes 1783-85, blev till största delen nyinredd omkring år 1800. Då målades dörrar och väggfält av Hultgren med motiv från Amor och Psyche-sagan. Även diverse natt- och sömnsymboler målades, dessa kunde vara gudinnor med svarta vingar för natten och vallmoblommor för sömnen. Väggfälten målades med färggranna arabesker mot en guldgrund. Dessa arabesker påminner om de som förekommer i samtida franske interiörer, såsom i till exempel Marie Antoinettes budoir på slottet i Fontainebleau. Denna franska manierismstil är känd som Fontainebleaustilen, som kombinerade skulpturer, metallarbeten, målningar, stuckatur och träarbeten.
Dekoren med målningar i lilla förmaket, eller musikförmaket, har målningar av Anders Hultgren och skurna reliefer av hovbildhuggaren och skulptören Ernst Philip Thoman. Den rikt skurna och målade dekoren är koncentrerad till dörrarna och fönsterväggen och dekoren är utförd av Anders Hultgren och Ernst Philip Thoman. Dekoren inkluderar lyror och korsade trumpeter i takfrisen. Till vänster om dörren finns två akvareller, som är utförda av Hultgren, den övre är en ritning till en festdekoration i transparang till Gustav IV Adolfs förmälning 1797 med drottning Fredrika. Den andra målningen är en allegori över Gustav III:s frånfälle.

## Bilder från ombyggnaden av Tullgarns slott
Under Fredrik Adolf höjdes flygelbyggnaderna som då fick flacka tak med balustrader. För denna ombyggnad, som genomfördes i början av 1800-talet, finns en omfattande dokumentation i form av akvareller och teckningar utförda av Anders Hultgren och Ernst Philip Thoman som i kronologisk ordning visar olika byggnadsetapper. De upprättades tydligen som en sorts arbetsrapporter till hertig Fredrik Adolf, som då befann sig utomlands. Den unika bildserien tillhör Stenbockska fideikommissbiblioteket (numera deponerat i Nordiska museet). Men Fredrik Adolf fick aldrig se det färdiga resultatet i verkligheten. Han dog i december 1803 i Montpellier i Frankrike. Anders Hultgren utarbetade även en plan över trädgårdsanläggning och engelsk park vid Tullgarns slott, som han utförde i blyerts med penna och grått bläck, en akvarell med lavering i grått, på papper.

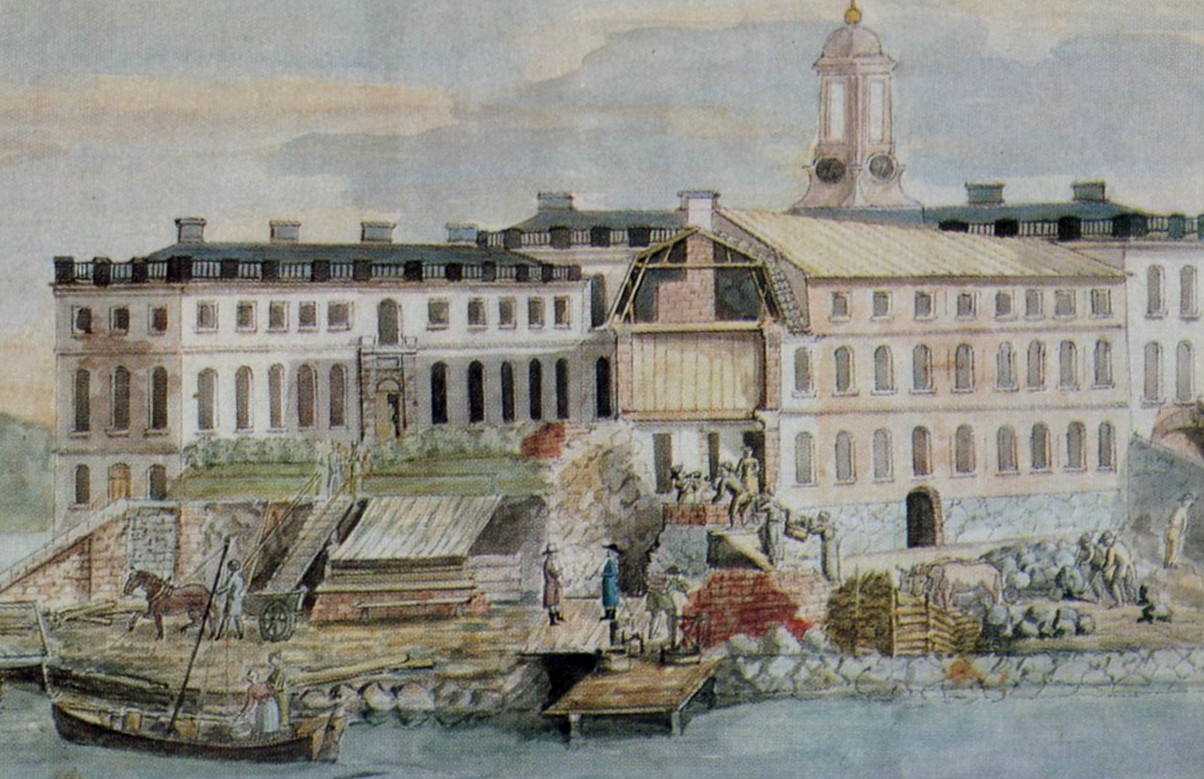
Ombyggnaden i maj 1802.
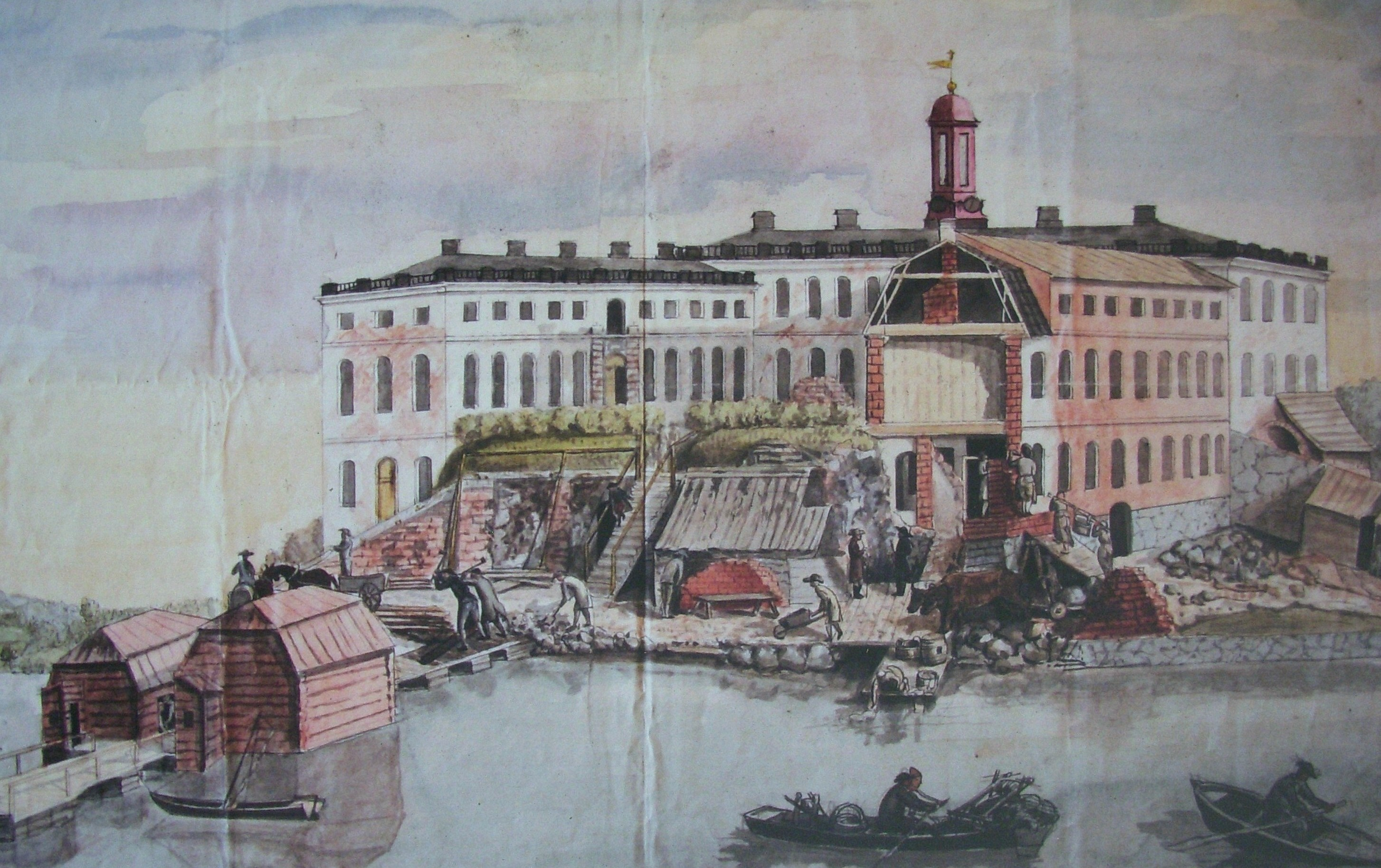
Ombyggnaden 29 maj 1802.
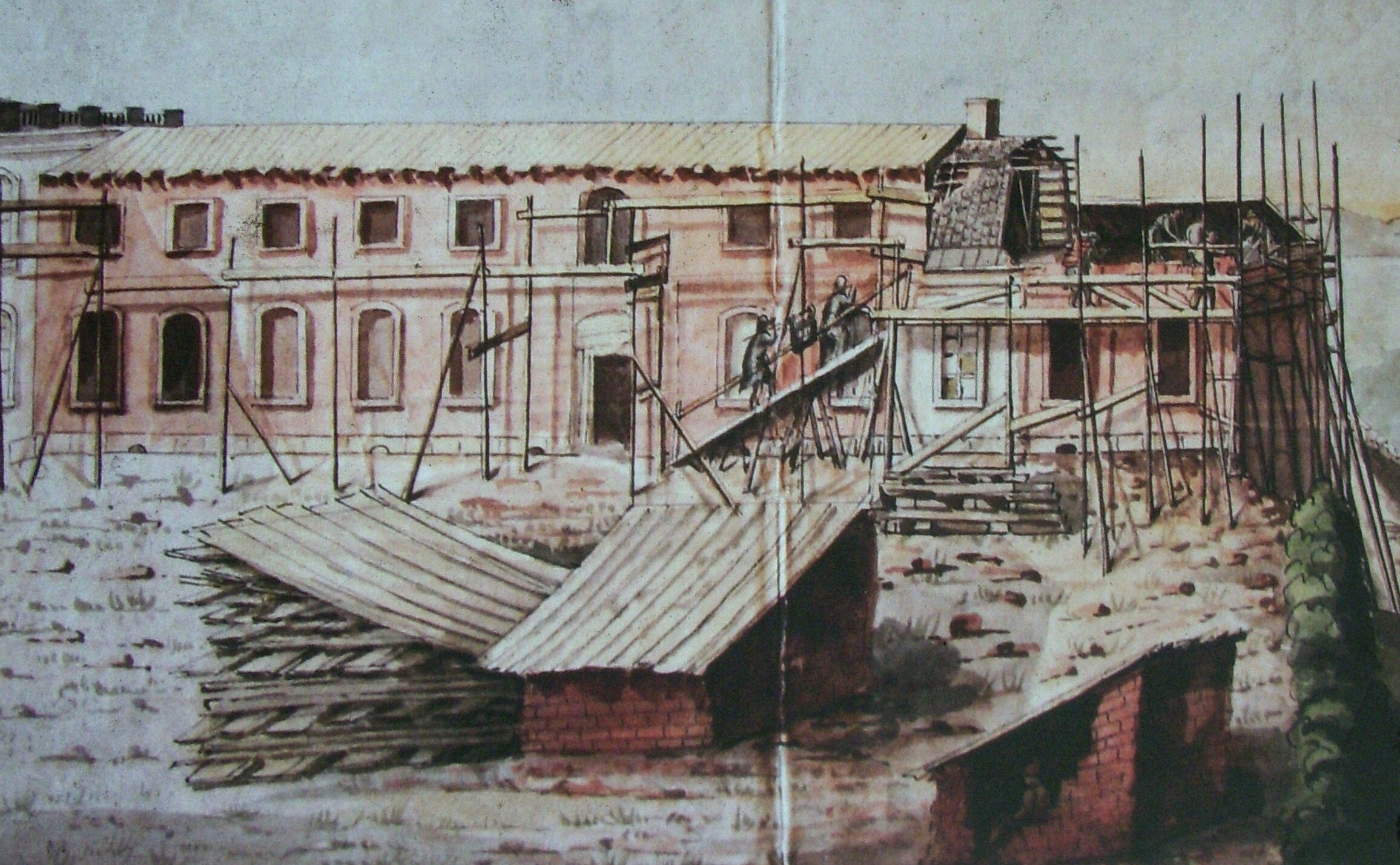
Hösten 1802 eller våren 1803.
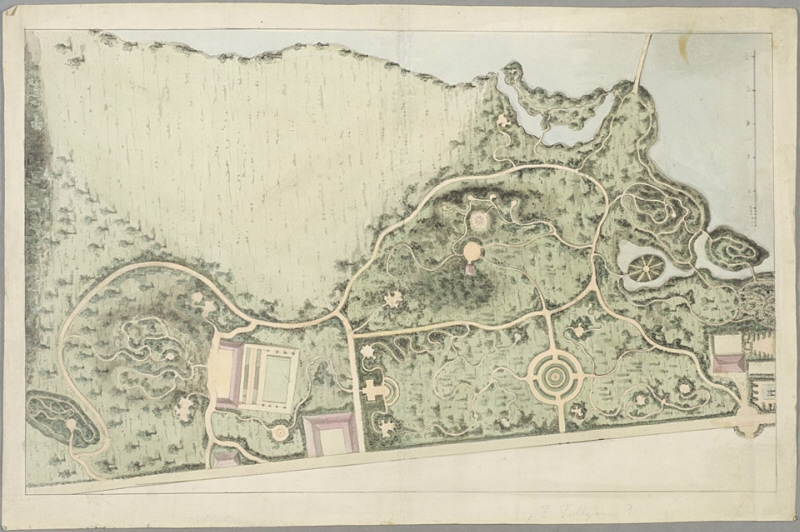
Tullgarns slott, plan över trädgårdsanläggning och engelsk park.

## Dekorationer på Rosersbergs slott
På Rosersbergs slott utförde han dekorativa målningar i en blandning av sengustaviansk och empirestil.

## Illustrationsarbeten
Som illustratör illustrerade han Pehr Henrik Lings dikt Gylfe.

## Representerad
Hultgren är representerad vid Nationalmuseum, Konstakademien, Kungliga biblioteket, Uppsala universitetsbibliotek och Västerås konstförenings galleri.